# Canot-camping
Pour les articles homonymes, voir Canot (homonymie), Canoë-kayak et Camping.
 (novembre 2014).
Le canot-camping ou canoë-camping ou randonnée en canoë-kayak est une activité de pleine nature alliant la promenade en canot (packraft, canoë ou kayak) et le camping ou bivouac, ce dernier étant souvent du camping sauvage. Dans le cas d'une randonnée en totale autonomie, la pratique suppose généralement la maîtrise de certaines techniques de bushcraft.
Une randonnée en canot permet habituellement d'atteindre le site de camping ou bivouac en vue d'y passer une seule nuit et de repartir le lendemain pour une autre destination, que ce soit un deuxième site ou un point de retour. L'ensemble de l'équipement est habituellement transporté à bord du canot.

## Histoire

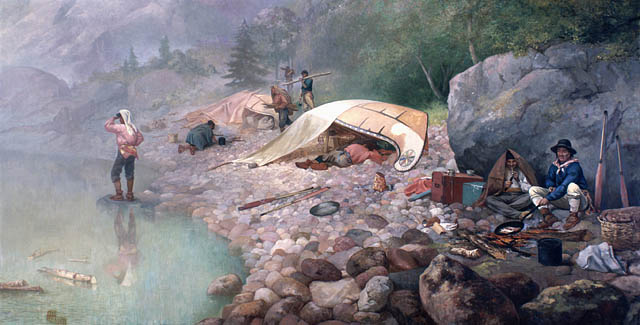
Voyageurs au crépuscule, 1871.

Dès le XIXe siècle apparait au Canada et aux États-Unis la pratique du canoë à des fins récréatives (promenade, chasse, pêche), chez les militaires et la bourgeoisie citadine. Cet engouement s'étend ensuite à l'ensemble des classes aisées, attirées par des séjours dans les espaces naturels canadiens (Laurentides, Parc Algonquin, etc.). Le développement des voies de transports développa encore cet attrait, pour les excursions dans la nature, et l'apparition vers 1900 du canoë-camping.  Le premier livre consacré au canoë-camping est publié au Canada en 1900.

## Lieux
- La région de Boundary Waters Canoe, Minnesota, États-Unis, qui offre plus de 1,200 2,000 milles de parcours de canotage à travers des million d'acres de nature sauvage et de forêts denses.
- Parc provincial Algonquin, Ontario, Canada, l'une des principales destinations de canot-camping du pays. Ce parc offre un grand réseau de parcours de canotage pour des excursions d'une journée ou des aventures d'une semaine.
- Parc national de Sarek, nord de la Suède, avec ses paysages spectaculaires, notamment des montagnes, des glaciers et des rivières, c'est une zone parfaite pour les amateurs de canot-camping.
- La rivière Dordogne, France, une excursion riche en histoire et en beauté naturelle.
- Les West Highlands, en Écosse
- Canot-camping en rivière en Outaouais, région du Québec